# Ацидофите
Ацидофите (acidum – киселина, φυτό – биљка) оксилофите (οξύς – киселина, φυτό – биљка) или ацидофилне биљке су оне које живе на киселој подлози, прилагођене мање или више ниским вредностима pH (нижој од 7). Пошто не подносе алкална станишта називају се и калцифугама (fugo, -ere – бежати). 
Екстремној киселости земљишта посебно су прилагођене биљке на олиготрофним сфагнумским тресавама какве су на пример Eriophorum vaginatum, Vaccinium oxycoccus, Andromeda polifolia, Drosera rotundifolia итд. Ацидофилно дрвеће углавном припада голосеменицама (смрча, бели бор, јела, ариш ...), али има га и међу скривеносеменицама (бреза, јасика, јаребика, питоми кестен ...). 
Истовремено ацидофите су прилагођене високој влажности подлоге (ацидо(оксило)хигрофите, ацидо(оксило)хигромезофите, ацидо(оксило)мезофите) при чему се могу наћи и у условима физиолошке суше (а повремено и физичке суше) ако је температура станишта сувише ниска (оксилоксерофите и оксилопсихрофите) тада могу бити у мањој или већој мери ксероморфне. Ацидофите су везане претежно за северне, хладне мочварне пределе или високе планине са влажним, киселим стаништима, али се јављају и у низијским, киселим мочварним стаништима на југу. 